# Novi Velia
Novi Velia község (comune) Olaszország Campania régiójában, Salerno megyében.

## Fekvése
A megye központi részén fekszik. Határai: Campora, Cannalonga, Ceraso, Cuccaro Vetere, Futani, Laurino, Montano Antilia, Rofrano és Vallo della Lucania.

## Története
A települést valószínűleg a 6-7. században a bizánciak alapították. Neve az ókori görög településre Veliára utal. A 12. században egy báróság központja lett. A következő századokban nemesi birtok volt. A 19. században, amikor a Nápolyi Királyságban felszámolták a feudalizmust Vallo della Lucania része, majd 1928-ban önálló községgé vált.

## Népessége
A népesség számának alakulása:

## Főbb látnivalói
- 10. századi őrtorony
- 11. századi Santa Maria dei Longobardi-templom